# Бански двори
Бански двори је назив зграде на западној страни Марковог трга у Загребу која је била дом хрватских банова од 1809. до 1918. године. Бански двори су дугачка барокна једноспратница, а заједно с палатом која се на њу надовезује данас чине седиште Владе Републике Хрватске. Појам Бански двори у пренесеном значењу може означавати Владу Републике Хрватске, односно политику коју она спроводи. Бански двори налазе се на листи заштићених културних добара Републике Хрватске.

## Историја
Историја Банских двора је почела почетком 19. века када је Сабор, који је заједно владао са Загребачком жупанијом до 1807. године, донео одлуку да се купи кућа у којој ће се уз Сабор сместити и највиши судови и банови. Годину дана касније бан Игнац Гулај је продао саборску палату загребачкој жупанији и купио кућу бана Фердинанда Кулмера на западној страни Марковог трга, како би добио нову кућу за трајан стан банова, седиште судова, архиву јавних списа и краљевинских књига, односно саборских записника. Ипак ту није било довољно простора за саборска заседања, а таквим је распоредом у првом реду решено питање стана за бана, па је палата и добила назив „банска палача“, а касније „бански двори“.
За време СФРЈ су били седиште извршне власти и председништва СР Хрватске. Бански двори су 1990. године постали седиште председника Републике Хрватске и хрватске Владе. На дан 7. октобра 1991. у Банским дворима догодила се експлозија и зграда је претрпела знатна материјална оштећења. Хрватско руководство је оптужило ЈНА за покушај атентата на тадашњег председника Републике Фрању Туђмана, председника председништва СФРЈ Стјепана Месића и председника Савезног извршног већа Анту Марковића. ЈНА је демантовала оптужбе и оптужила хрватско руководство да је оно исценирало напад. Тог дана је истицао тромесечни мораторијум којим је међународна заједница одложила проглашење Словеније и Хрватске Овај догађај је Хрватска искористила да би оправдала да Сабор Републике Хрватске - 8. октобра 1991. - донесе Одлуку о раскидању државноправних веза с осталим републикама и покрајинама СФРЈ. Иначе тај дан је истицало три месеца одгоде Брионске декларације, када је иначе Хрватска намеравала да поново прогласи независност.
Године 1992. председник Републике се преселио у нову резиденцију - Председничке дворе, па су од тада Бански двори седиште Владе РХ.